# أندرو جونز (لاعب كريكت ويلزي)
أندرو جونز (5 أغسطس 1972 في المملكة المتحدة - ) (بالإنجليزية: Andrew Jones)‏ هو لاعب كريكت بريطاني. لعب مع نادي مقاطعة غلاموركن للكريكت ‏ والمقاطعات الوطنية للكريكيت الإنجليزي والويلزي ‏.

## وصلات خارجية
- أندرو جونز على موقع إي آس بي آن كريك إنفو (الإنجليزية)